# Kissi Teng
Kissi Teng ist einer von 14 Chiefdoms im Distrikt Kailahun in der Provinz Eastern im westafrikanischen Staat Sierra Leone. Die Hauptstadt des Chiefdoms ist Kangama, die größte Stadt ist Koindu. Chiefdoms sind Häuptlingstümer und haben ihren Ursprung in der britischen Kolonialzeit.
Kissi Teng hat eine Bevölkerungszahl von 30.455 (Stand 2004), davon sind 14.711 männlich und 15.744 weiblich. Ein Großteil der Bevölkerung gehört dem westafrikanischen Volk der Kissi an.
Neben dem Abbau von Diamanten spielt vor allem die Landwirtschaft (unter anderem Kakao, Kaffee und Reis) eine wichtige Rolle, welche die Existenzgrundlage des größten Teils der Bevölkerung darstellt. Hinzu kommt Fischfang im Fluss Mano. Beides wird nicht selten als Subsistenzwirtschaft ausgeübt.
Bei der Ebolafieber-Epidemie 2014 war Kissi Teng stark betroffen. Zur Bekämpfung der Epidemie wurden im Chiefdom mehrere Behandlungszentren eingerichtet. Zudem wurden rund 200 lokale Helfer ausgebildet. Aids ist ein weiteres großes gesundheitliches Problem des Chiefdoms.